# Phelipanche muteliformis
Phelipanche muteliformis är en snyltrotsväxtart som först beskrevs av M. J. Y. Foley, och fick sitt nu gällande namn av M. J. Y. Foley. Phelipanche muteliformis ingår i släktet Phelipanche och familjen snyltrotsväxter. Inga underarter finns listade i Catalogue of Life.